# Vanaja (Hämeenlinna)
Vanaja est le 39ème quartier d'Hämeenlinna en Finlande.

## Présentation
Le quartier de Vanaja a été formé à partir du centre de l'ancienne municipalité de Vanaja.
Le quartier est situé à environ 3 kilomètres au sud du centre-ville d'Hämeenlinna sur la rive du Vanajavesi.
Dans le quartier de Vanaja se trouvent, entre autres, l'église et le cimetière médiéval de Vanaja, la colline fortifiée Hakovuori et la centrale de chauffage de Vanaja.